# إميليا فوكس
إميليا فوكس (بالإنجليزية: Emilia Fox)‏ هي ممثلة بريطانية، ولدت في 31 يوليو 1974 بهامرسميث في المملكة المتحدة.

## أعمال

### أفلام
- (2002) عازف البيانو[5][6]
- (2007) أحذية باليه
- (2013) فخ لسندريلا

### مسلسلات
- كبرياء وتحامل

## وصلات خارجية
- إميليا فوكس على موقع IMDb (الإنجليزية)
- إميليا فوكس على موقع روتن توميتوز (الإنجليزية)
- إميليا فوكس على موقع ألو سيني (الفرنسية)
- إميليا فوكس على موقع ميوزك برينز (الإنجليزية)
- إميليا فوكس على موقع تيرنر كلاسيك موفيز (الإنجليزية)
- إميليا فوكس على موقع أول موفي (الإنجليزية)
- إميليا فوكس على موقع قاعدة بيانات الأفلام السويدية (السويدية)
- إميليا فوكس على موقع إن إن دي بي (الإنجليزية)
- إميليا فوكس على موقع قاعدة بيانات الفيلم (الإنجليزية)
- إميليا فوكس على موقع كينوبويسك (الروسية)